# Scorpio kruglovi
Espèce
Synonymes
- Scorpio maurus kruglovi Birula, 1910

Scorpio kruglovi est une espèce de scorpions de la famille des Scorpionidae.

## Distribution
Cette espèce se rencontre en Irak, en Iran, au Koweït, au Qatar, en Arabie saoudite, en Jordanie et en Syrie.

## Systématique et taxinomie
Cette espèce a été décrite sous le protonyme Scorpio maurus kruglovi par Birula en 1910. Elle est élevée au rang d'espèce par Talal et al. en 2015.

## Étymologie
Cette espèce est nommée en l'honneur d'A. Th. Kruglov.

## Publication originale
- Birula, 1910 : « Ueber Scorpio maurus Linné und seine Unterarten. » Horae Societatis Entomologicae Rossicae, vol. 39, p. 115-192 (texte intégral).